# Ragnar Ringstad
Ragnar Ringstad, né le 10 juin 1910 et mort le 31 mars 1982, est un ancien fondeur norvégien.

## Championnats du monde
- Championnats du monde de ski nordique 1938 à Lahti 
  -  Médaille d'argent en relais 4 × 10 km.